# The Big 10
| Оценки критиков      | Оценки критиков |
| Источник             | Оценка          |
| -------------------- | --------------- |
| Consequence of Sound | [ 1 ]           |
| Spin                 | (6/10)          |
| RapReviews           | (7.5/10)        |
| Rolling Stone        | [ 4 ]           |
| XXL                  | [ 5 ]           |

The Big 10 — девятый микстейп американского рэпера 50 Cent, который был выпущен 9 декабря 2011 года.

## Об альбоме
7 декабря 2011 года было объявлено, что 50 Cent выпустит новый микстейп на своем веб-сайте. В тот же день он также сказал, что подписал нового артиста на свой лейбл G-Unit Records: Precious Paris/ Также рэпер заявил, что это скорее всего это будет EP, чем микстейп, потому что у него имеется новый материал.
20 декабря 2011 года — «Wait Until Tonight» был выпущен на iTunes Store.
28 февраля 2012 года было объявлено, что «I Just Wanna» выйдет синглом с микстейпа 6 марта.
27 ноября 2011 года, 50 Cent подтвердил в своей официальной учётной записи Twitter, что каждая песня с The Big 10 будет сопровождаться видео. Первое видео: «Queens, NY» вышло 9 декабря 2011 года, при участии Precious Paris и Tony Yayo. Второе видео: «I Just Wanna» вышло 12 декабря 2011 года. Третье видео: «Wait Until Tonight», вышел 14 декабря 2011 года. Клип «Off & On» вышел 16 декабря 2011 года. После короткого перерыва, 50 Cent выпускает 27 декабря 2011 года, клип, спродюсированный Jahlil Beats: «Put Ya Hands Up». Несмотря на противоречащие и его ранние комментарии, «Nah Nah Nah» с Tony Yayo, было последним видео из The Big 10. Он был выпущен 28 декабря 2011 года. В 2012 году, было выпущено новое видео: «Shooting Guns» при участии Kidd Kidd. В клипе, он выступает с 50 Cent, рядом с пушками и кровью. Видео «Niggas Be Schemin'» было выпущено 16 мая 2012 года.

## Список композиций
| №   | Название                                         | Продюсер(ы)   | Длительность |
| --- | ------------------------------------------------ | ------------- | ------------ |
| 1.  | «Intro (Skit) / Body On It»                      | Jake One      | 4:24         |
| 2.  | «Niggas Be Schemin'» (при участии Kidd Kidd)     | Twice as Nice | 4:10         |
| 3.  | «Queens, NY» (при участии Precious Paris)        | EQ            | 3:19         |
| 4.  | «Skit / I Just Wanna» (при участии Tony Yayo)    | D.R.U.G.S.    | 4:21         |
| 5.  | «Shooting Guns» (при участии Kidd Kidd & Twanée) | DJ Khalil     | 3:23         |
| 6.  | «Put Your Hands Up»                              | Jahlil Beats  | 2:27         |
| 7.  | «Wait Until Tonight»                             | Scoop DeVille | 2:51         |
| 8.  | «Skit / You Took My Heart»                       | Trox          | 3:23         |
| 9.  | «Off & On»                                       | Street Radio  | 2:40         |
| 10. | «Nah, Nah, Nah» (при участии Tony Yayo)          | KY Miller     | 3:41         |
| 11. | «Stop Cryin'» (bonus track)                      | !llmind       | 2:54         |
| 12. | «Outro (Skit)»                                   |               | 0:36         |

Список композиций, семплы которых были использованы
- «Body on It» — «Risin' to the Top» в исполнении Keni Burke и диалог, извлеченный из Queens Shooting Suspect Struck Twice in 20 Minutes, сделанный доклад на телеканале NY1.
- «Niggas Be Schemin'» — «Many Men (Wish Death)» в исполнении 50 Cent.
- «I Just Wanna» — «That’s the Way (I Like It)» в исполнении KC and the Sunshine Band.
- «Put Your Hands Up» — «Put Your Hands Where My Eyes Could See» в исполнении Busta Rhymes.
- «Off & On» — «It Ain’t Easy» в исполнении 2Pac и «On and On» в исполнении Biz Markie.
- «Stop Cryin'» — «Long Red» в исполнении Mountain, «La Di Da Di», в исполнении Doug E. Fresh. Slick Rick и «You’re Nobody (Til Somebody Kills You)» в исполнении The Notorious B.I.G..